# Oberkanada
Oberkanada (englisch Upper Canada, französisch Haut-Canada) war von 1791 bis 1841 eine britische Kolonie am Oberlauf des Sankt-Lorenz-Stroms. Sie umfasste den südlichen Teil der heutigen kanadischen Provinz Ontario und bis 1797 auch die Obere Halbinsel des heutigen US-Bundesstaates Michigan. Hauptstadt war bis 1797 Newark (heute Niagara-on-the-Lake), danach York (seit 1834 Toronto genannt).
Als Oberkanada wurde das Gebiet zwischen dem Lake Nipissing im Norden und dem Sankt-Lorenz-Strom, dem Ontariosee und dem Eriesee im Süden und der Georgsbucht im Osten bezeichnet, dazu die Küstenlinie des Oberen Sees.
Durch das Verfassungsgesetz von 1791 wurde die Provinz Québec (seit 1763 bestehende britische Kolonie) in die Provinzen Oberkanada und Niederkanada aufgeteilt. Diese Teilung wurde vom britischen Parlament am 10. Juni 1791 beschlossen und trat am 26. Dezember 1791 in Kraft. Ziel der Aufteilung war es, die königstreuen amerikanischen Siedler im westlichen Teil von Québec der britischen Gesetzgebung zu unterstellen.
Am 1. Juni 1812 erklärten die Vereinigten Staaten, nach jahrelangen Spannungen, Großbritannien den Krieg. In diesem Krieg von 1812 kam es zu mehreren Schlachten in Oberkanada. Die Vereinigten Staaten versuchten Oberkanada zu erobern, der Krieg endete im Grunde mit unverändertem Grenzverlauf.
Durch den Act of Union 1840 erfolgte im Jahr 1841 die Verschmelzung des französisch geprägten Niederkanada und des englisch geprägten Oberkanada zur Provinz Kanada.

## Weblink
- Roger Hall, Richard Foot: Upper Canada. In: The Canadian Encyclopedia. 9. Dezember 2022 (englisch, französisch).